# 高橋成人
髙橋 成人（たかはし のりんど、1923年11月14日 - 2014年3月16日）は、日本の植物学者。位階は従四位。東北大学名誉教授。農学博士。専門は植物遺伝育種学。

## 経歴
神奈川県生まれ。1950年、東北大学農学部農産学科卒業。同年、同大学農学研究所勤務。1961年、農学博士。1968年、同研究所講師、1971年、助教授、1977年、教授、1984年、所長、1987年、同大学名誉教授。この間、同大学評議員を併任。主な研究分野は、栽培植物の生理遺伝と環境適応性。1972年、「稲の発芽性に関する生理遺伝学的研究」で日本育種学会賞受賞。
父は歌人の髙橋俊人、次女は同じく歌人の髙橋みずほ、その夫・吉野裕之も歌人。
2014年3月16日に死去。90歳没。歿日付で従四位、また同日付で瑞宝小綬章受章。

## 著書
- 『稲作技術発展の論理と方向』（共著） 東北大学農学研究所編、農山漁村文化協会、1966年
- 『生物環境調節ハンドブック』（共著） 日本生物環境調節学会編、東京大学出版会、1973年
- 『作物-その形態と機能』（共著） 北条良夫・星川清親編、農業技術協会、1976年
- 『植物遺伝学 第３巻 生理形質と量的形質』（共著） 木原均監修、高橋隆平編、裳華房、1976年
- 『イネの生物学』 大月書店〈科学全書〉、1982年
- 『実験生物学講座 植物生理学Ⅱ』（共著） 勝見允行・増田芳雄編、丸善、1983年
- 『Biology of Rice』（角田重三郎との共著） Japan Scientific Societies Press、1984年
- 『現代農学事情』（共著） アグリカルチャークラブ編、汐文社、1992年